# Margarita Agulló
Margarita Agulló (Xàtiva, 1536 - València, 9 de desembre de 1600) fou una religiosa i escriptora mística. Als vint anys prengué l'hàbit franciscà terciari, i passà a residir a València, on la seua virtut, els seus estigmes i la dedicació als pobres es feren famoses entre el poble. A iniciativa de l'arquebisbe de València, sant Joan de Ribera, diverses personalitats il·lustres del seu temps, com fra Luis de Granada, el beat Nicolau Factor i sant Lluís Bertran, examinaren les seues experiències místiques i expressaren la seua aprovació. A la seua mort, fou sepultada primer al convent de Caputxins, i el 1605 el patriarca Ribera ordenà que el seu cos incorrupte fos traslladat al Reial Col·legi Seminari del Corpus Christi que acabava de fundar, i on es conserven també alguns retrats de Margarita pintats per Joan Sarinyena i per Francesc Ribalta. El franciscà Jaume Sanchis, que havia estat el seu confessor, rebé l'encàrrec del mateix Ribera d'escriure la vida de l'escriptora i d'editar alguns dels seus escrits.

## Obres
- Combates del demonio (1604)
- Cánticos y alabanzas de Dios Nuestro Señor (1605)
- Preparación que hacía para recibir al S. Sacramento, ofertorio y gracias después de recibido. València, 1607
- Método que guardaba en contemplar la Pasión y Muerte de N. Señor Jesucristo. València, 1607
- Copia de algunas cartas o billetes que la Sierva de Dios Sor Margarita Agulló escribió de su propia mano al Excelentísimo Señor don Juan de la Ribera, Patriarca de Antioquía y Arzobispo de Valencia